# Trinta e Nove Artigos de Religião
Os Trinta e Nove Artigos da Religião foram estabelecidos em 1563, e então definindo a doutrina anglicana, em relação às controvérsias da Reforma Inglesa; especialmente na relação com a doutrina calvinista e católica romana, bem como as práticas da Igreja Anglicana. O nome é comumente abreviado para os Trinta e Nove Artigos ou os XXXIX Artigos.
No Concílio realizado em Londres no ano de 1562, para evitar diversidade de opiniões, e estabelecer o comum acordo no tocante à verdadeira Religião. (Livro de Oração Comum, publicado em português em 1866, pela Society for Promoting Christian Knowledge. p.432-444).
Após romper com a Igreja Católica Romana e ser excomungado, Henrique VIII iniciou a reforma da Igreja de Inglaterra, que seria chefiada pelo monarca e não mais pelo Papa. A partir de então, Henrique VIII e sua corte precisaram determinar as eventuais mudanças doutrinárias e litúrgicas com relação à Igreja romana e aos novos movimentos protestantes na Europa continental. Uma série de documentos teológicos foram produzidos e sucessivamente substituídos durante um período de trinta anos, à medida que a questão doutrinária e política evoluiu da excomunhão de Henrique VIII em 1533 para a excomunhão de Isabel I em 1570. A reforma teológica conduzida pelos ingleses teve início com os Dez Artigos de Fé de 1536 e chegou ao ápice com a publicação dos Trinta e Nove Artigos em 1571, que serviram para definir a doutrina da Igreja da Inglaterra em relação à doutrina calvinista e às práticas católicas.
Os Trinta e Nove Artigos passaram por, pelo menos, cinco grandes revisões antes de sua versão definitiva em 1571. A primeira tentativa resultou na publicação dos Dez Artigos em 1536, que já demonstrava tendências ligeiramente protestantes como consequência da intenção inglesa de uma aliança política com os príncipes alemães luteranos. Em 1539, outra revisão resultou nos Seis Artigos, que marcaram um afastamento doutrinário das tradições reformadas europeias. O Livro do Rei em 1543 restabeleceu a maioria das doutrinas católicas romanas anteriores. Durante o reinado de Eduardo VI, o Arcebispo da Cantuária Thomas Cranmer conduziu a proclamação dos Quarenta e Dois Artigos de Religião (1552), considerado o documento que formalizou a influência do pensamento calvinista na Igreja Anglicana. O documento, no entanto, nunca foi posto em prática devido à morte precoce de Eduardo VI e à consequente reversão doutrinária ao catolicismo romano promovido por sua meia-irmã e sucessora Maria I.
Finalmente, após a coroação de Isabel I e a nova separação da Igreja da Inglaterra da Igreja Católica Romana, os Trinta e Nove Artigos de Religião foram iniciados pela Convocação de 1563, sob a direção do Arcebispo Matthew Parker. Após concluídos, os Trinta e Nove Artigos foram incorporados ao Livro de Oração Comum. 

## História

### Os Dez Artigos(1536)

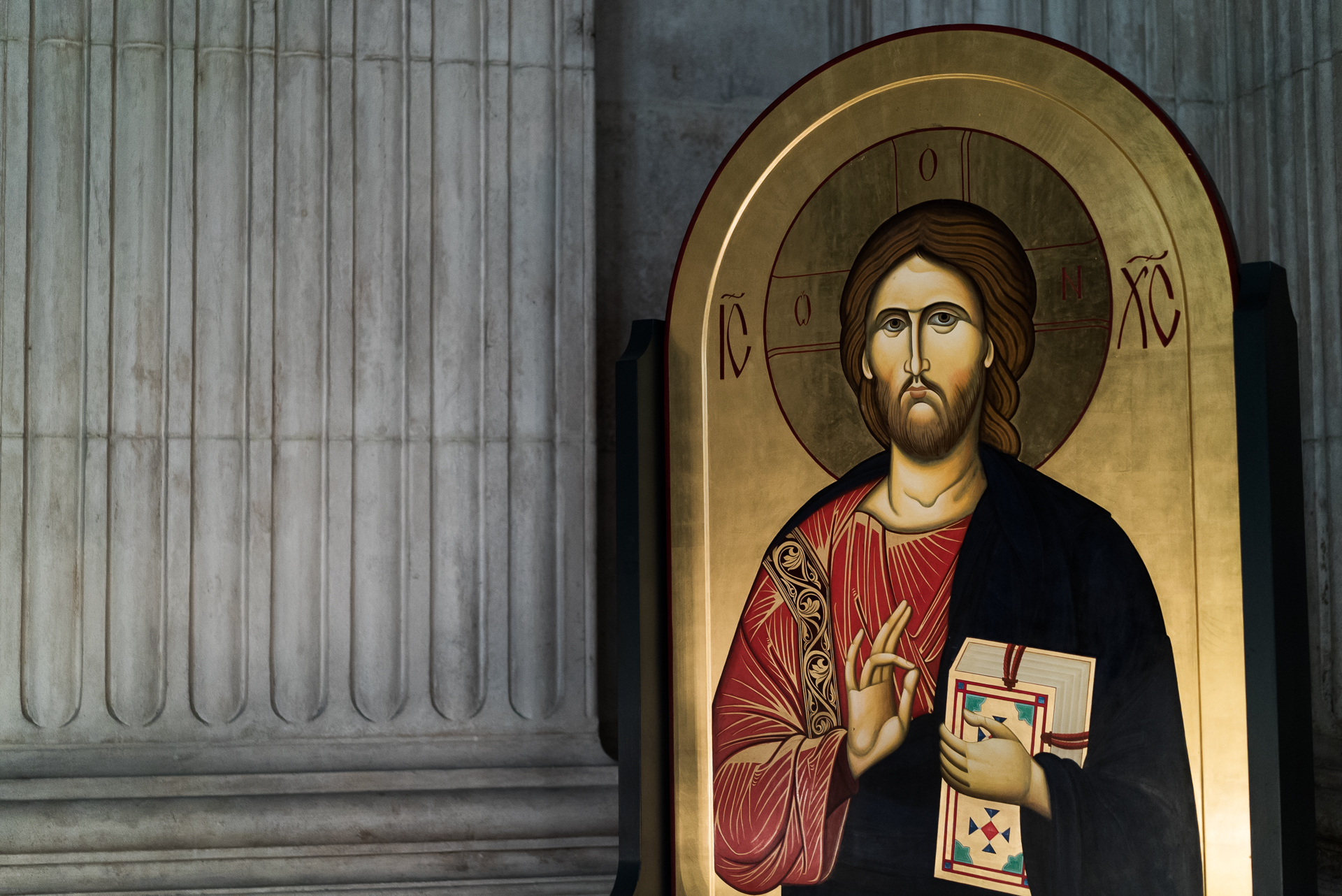
Os Dez Artigos de Religião, de 1536, restringiram mas não aboliram totalmente a veneração de imagens sacras. Na foto, um ícone de Jesus na Catedral de São Paulo em Londres.

A ruptura da Igreja de Inglaterra com a Igreja Romana inaugurou um período de fortes debates doutrinários e controvérsias religiosas, uma vez que tanto o clero conservador quanto o reformador tentaram moldar os rumos doutrinários da igreja inglesa. A doutrina anglicana evoluiu do conceito de "Catolicismo sem Papa" para adotar uma postura doutrinária essencialmente protestante ao decorrer dos séculos seguintes à Reforma Inglesa. Em uma tentativa de "estabelecer a quietude e unidade cristãs", os Dez Artigos foram adotados pela convocação clerical em julho de 1536 como a primeira declaração doutrinária pós-papal da Igreja Anglicana. Os Dez Artigos foram elaborados como um compromisso provisório entre conservadores e reformadores, sendo considerado por estudiosos contemporâneos como uma legitimação dos valores do luteranismo aliados aos desígnios da resistência católica inglesa. 
Os primeiros cinco artigos tratavam de doutrinas que foram "ordenadas expressamente por Deus e são necessárias à salvação" enquanto os últimos cinco artigos tratavam de "louváveis cerimônias da  Igreja". Essa divisão reflete como os Artigos se originaram de duas discussões diferentes no início do ano de 1536. Os primeiros cinco artigos foram baseados nos "Artigos de Wittenberg" negociados entre os embaixadores ingleses Edward Foxe, Nicholas Heath e Robert Barnes e os teólogos luteranos alemães Martinho Lutero e Filipe Melâncton. Esta declaração doutrinária foi baseada na Confissão de Augsburgo de 1530.
As cinco doutrinas principais eram a Bíblia e os credos ecumênicos, o batismo, a confissão, a Eucaristia e a justificação. A doutrina central nos Dez Artigos era a justificação pela fé – que foi definida como remissão do pecado e aceitação do favor de Deus através da "misericórdia e graça divina únicas" - enquanto as boas obras seguiriam, e não precederiam, a justificação. No entanto, a doutrina central luterana foi dissolvida em outras crenças e os artigos acabaram por reconhecer a justificação pela fé aliada às boas obras. 
Em suma, os Dez Artigos afirmavam que:
1. A Bíblia e os três credos ecumênicos são a base e o resumo da fé cristã.
2. O batismo concede remissão dos pecados e regeneração, sendo necessário à salvação até mesmo no caso de infantes.
3. O sacramento da penitência, com confissão e absolvição, é necessário à salvação.
4. O corpo e o sangue de Cristo estão realmente presentes na Eucaristia.
5. A justificação se dá através da fé, mas boas obras são necessárias.
6. As imagens sacras podem ser usadas como representações de virtude e boa conduta, mas não são objetos de adoração.
7. Os santos devem ser reverenciados e celebrados como exemplos de vida e como promotores das orações dos fiéis.
8. Rogar aos santos é permitido e os dias santos devem ser observados.
9. A observância de vários ritos e cerimônias (como vestes clericais, aspersão de água benta e uso litúrgico de velas) é boa e louvável, mas nenhum destes ritos pode perdoar pecados humanos.
10. Ainda que seja boa a iniciativa de rezar pelos mortos, as Escrituras não definem a doutrina do purgatório.

### OLivro dos Bispos(1537)

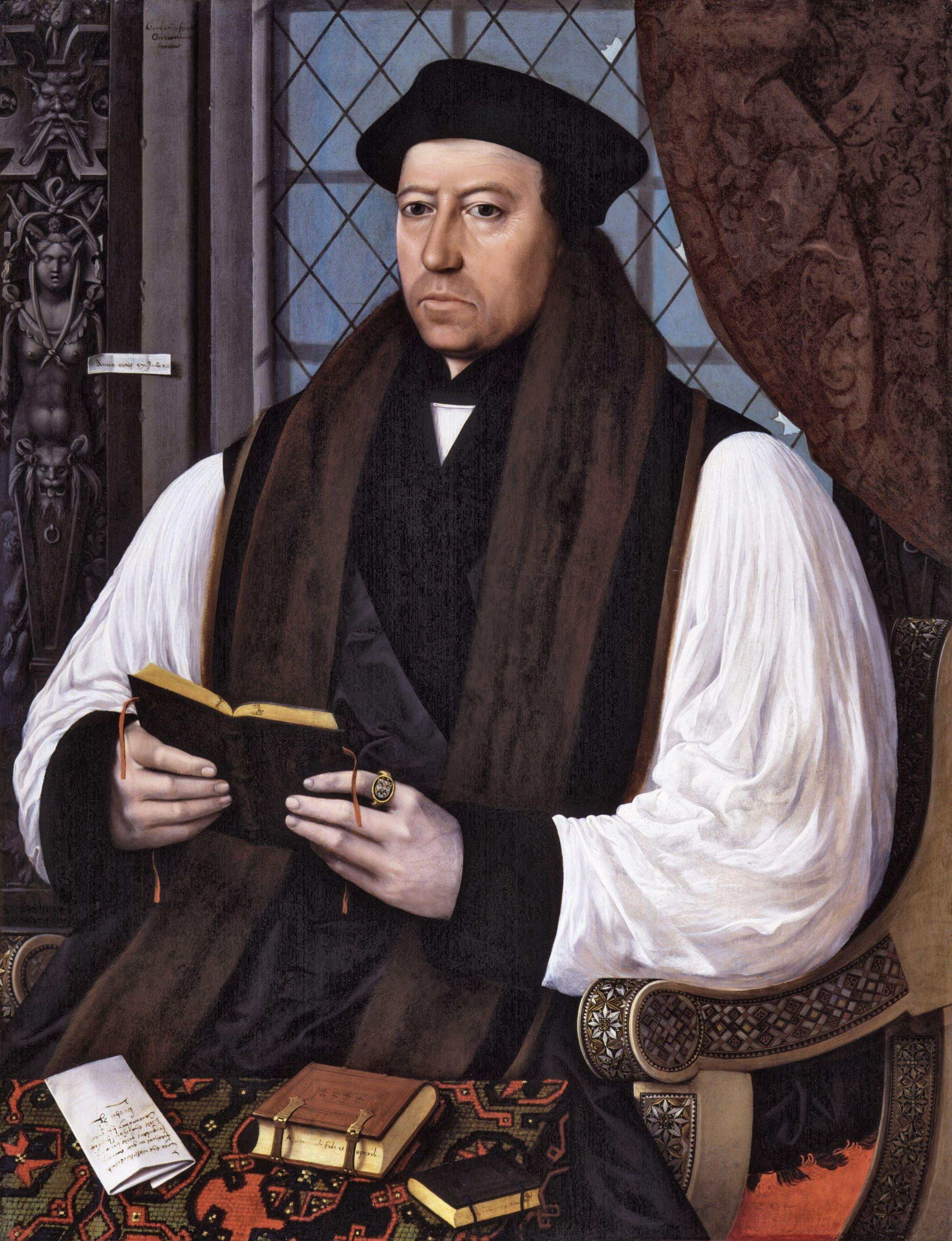
O Arcebispo da Cantuária Thomas Cranmer (1489-1556) liderou as comissões e o sínodo que deu origem ao Livro dos Bispos.

O fracasso dos Dez Artigos em resolver a controvérsia doutrinária levou Thomas Cromwell, vice-regente de assuntos espirituais da Coroa inglesa, a convocar um sínodo nacional de bispos e clérigos de alto escalão para discussões teológicas adicionais em fevereiro de 1537. Este sínodo produziu um livro chamado A Instituição do Homem Cristão (popularmente chamado de O Livro dos Bispos), sendo a palavra "instituição" sinônimo de "instrução". O Livro dos Bispos preservou as tendências luteranas dos Dez Artigos e incorporou integralmente os artigos sobre justificação, purgatório e os sacramentos do batismo, da Eucaristia e da confissão.
Quando o sínodo se reuniu, os conservadores ainda não aceitavam a exclusão de quatro dos sete sacramentos tradicionais (confirmação, casamento, ordenação e extrema-unção) dos Dez Artigos. John Stokesley defendeu todos os sete, enquanto Thomas Cranmer reconheceu apenas o batismo e a Eucaristia. Os outros se dividiram em linhas partidárias. Os conservadores, em desvantagem, defendiam um retorno gradual à tradição católica em oposição ao argumento de Cromwell de que todas as doutrinas deveriam estar alicerçadas na Bíblia.
Por fim, os sacramentos foram restaurados, mas listados em uma seção separada do livro para enfatizar "uma diferença em dignidade e necessidade". O sínodo concluiu que somente o batismo, a eucaristia e a confissão foram "instituídos por Cristo, para serem como certos instrumentos ou alívios necessários" para a salvação.
O Livro dos Bispos também incluía exposições sobre o Credo, os Dez Mandamentos, o Pai Nosso e a Ave Maria. Estes foram muito influenciados pela cartilha de William Marshall (um livro de horas em inglês) de 1535, que por sua vez foi influenciado pelos escritos de Lutero. Seguindo Marshall, o Livro dos Bispos rejeitou a numeração católica tradicional dos Dez Mandamentos, na qual a proibição de adorar imagens de escultura fazia parte do primeiro mandamento: "Não terás outros deuses diante de mim". De acordo com a Igreja Ortodoxa e o teólogo Ulrico Zuínglio em Zurique, os autores do Livro dos Bispos adotaram a tradição judaica de separar os mandamentos. Embora permitindo produção de imagens de Jesus e dos santos, o Livro dos Bispos proíbe as representações do Deus Criador.
Em agosto de 1537, o Livro dos Bispos foi apresentado ao rei Henrique VIII que ordenou a leitura de partes do conteúdo nos púlpitos todos os domingos e dias santos. No entanto, o rei não ficou totalmente satisfeito e assumiu a responsabilidade de fazer uma revisão do Livro dos Bispos, que entre outras mudanças propostas, enfraqueceu a ênfase do original na justificação pela fé. Esta versão revisada nunca foi publicada. Como o Livro dos Bispos nunca foi autorizado pela Coroa ou pela Convocação, os Dez Artigos permaneceram como o padrão doutrinário oficial da Igreja da Inglaterra.

### Seis Artigos(1539)

Um dos escboços finais dos Seis Artigos (1539), alterado a próprio punho por Henrique VIII.

Temendo um isolamento diplomático e uma aliança católica no continente, Henrique VIII continuou a se aproximar da Liga de Esmalcalda. Em maio de 1538, três teólogos luteranos da Alemanha – Franz Burchard, Georg von Boineburg e Friedrich Myconius – chegaram a Londres e realizaram conferências com bispos e clérigos ingleses no Palácio de Lambeth.
Os alemães apresentaram, como base de acordo, uma série de artigos baseados na Confissão Luterana de Augsburgo. Um grupo de bispos liderados por Cuthbert Tunstall e John Stokesley não aceitou os argumentos protestantes cooperou parar evitar um acordo enquanto seu plano era unir-se à Igreja grega e não aos protestantes do continente. Os bispos também se recusaram a eliminar o que os alemães consideravam "abusos" permitidos pela Igreja inglesa (por exemplo, as missas aos mortos, o celibato clerical compulsório e a retenção do vinho da comunhão dos leigos). Stokesley considerava esses costumes essenciais porque a Igreja Grega os praticava. Como o rei não estava disposto a romper com essas práticas, todos os teólogos alemães deixaram a Inglaterra em 1 de outubro.
Enquanto isso, a Inglaterra enfrentava uma profunda turbulência religiosa. Protestantes impacientes se encarregaram de promover reformas - alguns padres rezavam missas em inglês em detrimento do latim e se casavam sem autorização (sendo o próprio Arcebispo Thomas Cranmer secretamente casado). Os próprios protestantes estavam divididos entre Reformadores (que sustentavam as crenças luteranas e a presença real de Cristo na Eucaristia) e os Radicais (que sustentavam as visões anabatistas e sacramentárias negando a presença real). Em maio de 1539, um novo Parlamento se reuniu e o Lorde Chanceler Thomas Audley reportou à Câmara dos Lordes que Henrique VIII desejava uniformidade religiosa. Um comitê de quatro bispos conservadores e quatro reformistas foi nomeado para examinar e determinar a doutrina. Em 16 de maio, o Duque de Norfolk observou que o comitê não havia concordado em nada e propôs que os Lordes examinassem seis questões doutrinárias controversas que tornaram-se a base dos Seis Artigos:
1. se a Eucaristia poderia ser o verdadeiro corpo de Cristo sem transubstanciação;
2. se precisava ser servida aos leigos em ambas as espécies;
3. se os votos de castidade deveriam ser observados como parte da lei divina;
4. se o celibato clerical deveria ser obrigatório;
5. se as missas votivas seriam exigidas pela lei divina,
6. se a confissão auricular (isto é, confissão a um presbítero) seria necessária como parte da lei divina.

## Conteúdo
Os Trinta e Nove Artigos destinavam-se a estabelecer, em termos básicos, a fé e a prática da Igreja de Inglaterra. Embora não tenham sido concebidos para ser um credo ou declaração integral da fé cristã, os artigos explicam a posição doutrinária da Igreja de Inglaterra em comparação ao Catolicismo romano, Calvinismo e Anabatismo.
| 1. Da Fé na Santíssima Trindade. 2. De Cristo, o Filho de Deus. 3. De sua descida ao Inferno. 4. De sua Ressurreição. 5. Do Espírito Santo. 6. Da suficiência das Escrituras. 7. Do Antigo Testamento. 8. Dos Três Credos. 9. Do pecado original. 10. Do livre-arbítrio. 11. Da justificação. 12. Das boas obras. 13. Das obras antes da justificação. 14. Dos Trabalhos de Superrogação. 15. De Cristo, único sem pecado. 16. Do pecado após o batismo. 17. Da predestinação e eleição. 18. Da salvação por Cristo. 19. Da Igreja. 20. Da autoridade da Igreja. | 21. Da autoridade dos Concílios Gerais. 22. Do Purgatório. 23. Da ministração na congregação. 24. Da língua vernácula na congregação. 25. Dos Sacramentos. 26. Da indignidade dos ministros. 27. Do Batismo. 28. Da Ceia do Senhor. 29. Dos ímpios, que não comem o Corpo de Cristo. 30. De ambas as espécies. 31. Da oblação única de Cristo. 32. Do matrimônio dos sacerdotes. 33. De pessoas excomungadas. 34. Das tradições da Igreja. 35. Das homilias. 36. Da consagração de bispos e ministros. 37. Dos magistrados civis. 38. Dos bens de homens cristãos. 39. Do juramento de um homem cristão. |

Os Trinta e Nove Artigos podem ser subdivididos em oito seções com base em seu conteúdo:
- Artigos 1–5 (A doutrina da Divindade): Os primeiros cinco artigos estipulam a doutrina de Deus, a Santíssima Trindade e a encarnação de Jesus Cristo. Este é um afastamento de outras declarações doutrinárias dos séculos XVI e XVII, como as Confissões Helvéticas e a Confissão de Fé de Westminster, que estabelecem a doutrina da revelação e as Escrituras como fonte de conhecimento sobre Deus.

- Artigos 6–8 (Escritura e credos): Esses artigos afirmam a Bíblia como necessária à salvação, de modo que nenhum cristão deva ser levado à crer em qualquer doutrina que não esteja embasada nos textos bíblicos. Os Artigos reconhecem a autoridade do Credo dos Apóstolos, do Credo Niceno e do Credo Atanasiano como expressões do ensino bíblico e excluem a legitimidade doutrinária dos Apócrifos.

- Artigos 9–18 (Pecado e salvação): Esses artigos discorrem sobre as doutrinas do pecado original e justificação pela fé, ou seja, a salvação como sendo um dom recebido por meio da fé em Cristo. Os artigos refutam as doutrinas católicas de supererrogação e justificação através de boas obras e também abordam a doutrina da predestinação - de que "a predestinação para a vida é o propósito eterno de Deus". A dupla predestinação, a crença de que Deus também predestinou algumas pessoas à reprovação, não é endossada pelos artigos.

- Artigos 19–21 (A Igreja e sua autoridade): Esses artigos abordam a natureza e a autoridade da igreja visível, afirmando que a igreja possui autoridade sobre questões de fé e ordenanças. Os concílios gerais da igreja só podem ser convocados com a permissão da autoridade civil e são passíveis de decisões equivocadas, portanto, devendo ser seguidos apenas caso suas ações estejam alinhadas à Bíblia.

- Artigos 22–24 (Erros a serem evitados na Igreja): Esses artigos condenam os ensinamentos católicos romanos acerca de purgatório, indulgências, veneração de imagens religiosas e intercessão dos santos. Além disso, o uso do latim como língua litúrgica é desaprovada em favor do vernáculo. Os artigos afirmam que nenhuma pessoa deve pregar publicamente ou ministrar os sacramentos - a menos que sob autorização expressa da Igreja - contrariando a crença protestante radical de que um cristão poderia pregar e agir como ministro por sua iniciativa própria.

- Artigos 25–31 (Sacramentos): Esses artigos explicam a teologia sacramental da Igreja de Inglaterra. De acordo com os artigos, os sacramentos são sinais da graça divina de forma invisível e eficaz na vida do homem e não se limitam a apenas sinais externos de fé. Enquanto a Igreja Católica Romana reconhece sete sacramentos, os artigos reconhecem apenas o Batismo e a Eucaristia. Nos artigos, os cinco demais sacramentos reconhecidos pelos católicos romanos são identificados como adulteração de tradições dos apóstolos (crisma, confissão e extrema unção) ou como "modos de vida permitidos pelas Escrituras" (ordenação e casamento).

- Artigos 32–36 (A disciplina da Igreja): Estes artigos defendem a prática do casamento clerical e o poder de excomunhão da Igreja e afirmam que as tradições litúrgicas podem variar de acordo com a época e a localidade do culto. Sendo assim, as igrejas nacionais podem alterar ou abolir as tradições criadas pela autoridade humana. Segundo os artigos, o Primeiro e o Segundo Livros das Homilias contêm a doutrina anglicana máxima.

- Artigos 37–39 (Cristãos na sociedade civil): Estes artigos afirmam o papel do monarca britânico como Governador Supremo da Igreja da Inglaterra, rejeitam todas as reivindicações à jurisdição do Papado na Inglaterra, defendem o direito do Estado de aplicar a pena de morte e declara que os cristãos anglicanos podem servir nas forças armadas.[4][5] Por outro lado, os artigos rejeitam a doutrina anabatista de que a propriedade dos cristãos deve ser mantida em comum direito enquanto exorta à prática de esmolas.

## Ver Também
- Credo Niceno
- Credo dos Apóstolos